# Мілатос
Мілатос (грец. Μίλατος) — невеличке селище на грецькому острові Крит в муніципалітеті Неаполі, ном Ласітіон. Розташоване між Маллією і курортним містечком Сіссі.
У дорійському діалекті Μίλατος відповідає іонійському Μίλητος, що є підставою пов'язувати назву селища з міфологічним персонажем на ім'я Мілет, або ж назвою давньогрецького міста в Анатолії, засновниками якого, за легендою, були вихідці з Криту.